# Катрін Ручов-Штомпоровскі
Катрін Ручов-Штомпоровскі (нім. Katrin Rutschow-Stomporowski, 2 квітня 1975) — німецька академічна веслувальниця.
Олімпійська чемпіонка 1996 (парні четвірки), 2004 (одиночки) років, бронзова призерка 2000 року в одиночці.
Чемпіонка світу 1995, 1994 років у складі парної четвірки.